# Epipactis conquensis
Epipactis conquensis är en orkidéart som beskrevs av Javier Benito och Carlos Enrique Hermosilla. Epipactis conquensis ingår i släktet knipprötter, och familjen orkidéer. Inga underarter finns listade i Catalogue of Life.